# Un long dimanche de fiançailles
Un long dimanche de fiançailles (Largo Domingo de Noviazgo  en España; Amor eterno en Hispanoamérica), es una película francesa dirigida por Jean-Pierre Jeunet, está basada en la novela homónima de Sébastien Japrisot. Trata sobre la desesperada búsqueda que emprende una joven para encontrar a su novio presuntamente muerto en el campo de batalla durante la Primera Guerra Mundial.

## Argumento
Cinco soldados de una trinchera llamada Bingo Crepúsculo son declarados culpables de mutilación voluntaria para escapar del ejército durante la Primera Guerra Mundial. Entre ellos está un joven de 20 años, Manech, cuyo único sostén en medio de la cruenta guerra es el recuerdo de su novia Mathilde.
En compañía de varios camaradas en el frente del Somme, las crueldades de la guerra, la muerte y la miseria acaban por inculcar a Manech el deseo de mutilarse para salir del infierno. Lo hace, pero el superior a cargo lo condena por desertor. Son condenados a enfrentarse a la muerte en tierra de nadie, entre las trincheras francesas y alemanas. Se les lanza a la tierra de nadie, donde cada uno tiene un fin distinto.
A partir de ese momento se les da a todos por muertos, pero la novia de Manech se niega a creerlo y empieza una búsqueda para descubrir qué pasó realmente. 
Al final puede averiguar cada una de las historias gracias a los supervivientes como, por ejemplo, que todos estaban indultados pero el comandante Lavrouye hace desaparecer la orden de indultos.
La historia está contada desde el punto de vista de la novia en París y en la campiña francesa de los años 20, mediante abundantes flashbacks.

## Reparto
- Audrey Tautou - Mathilde
- Gaspard Ulliel - Manech Langonnet, novio de Mathilde
- Jean-Pierre Becker - Lieutenant Esperanza
- Dominique Bettenfeld - Ange Bassignano
- Clovis Cornillac - Benoît Notre-Dame
- Marion Cotillard - Tina Lombardi
- Jean-Pierre Darroussin - Caporal Benjamin Gordes, aka. Biscotte
- Julie Depardieu - Véronique Passavant
- Jean-Claude Dreyfus - Commandant Lavrouye
- André Dussollier - Pierre-Marie Rouvières
- Ticky Holgado - Germain Pire
- Tchéky Karyo - Captain Favourier
- Jérôme Kircher - Bastoche
- Denis Lavant - Six-Sous
- Chantal Neuwirth - Bénédicte, tía de Mathilde
- Dominique Pinon - Sylvain, tío de Mathilde
- Albert Dupontel - Célestin Poux
- Jodie Foster - Élodie Gordes

## Controversia
La nacionalidad de la película ha sido objeto de controversia: las películas francesas son subvencionadas por el gobierno a través del Centre National de la Cinématographie, y los realizadores habían solicitado una ayuda de 4.3 millones de dólares. Sin embargo, realizadores rivales no creen que la película debiera recibir la subvención ya que, según ellos, no es realmente una película francesa, porque la mayor parte de los 55 millones de dólares del presupuesto provienen de la Warner Bros.

## Premios y nominaciones
Ganó 5 premios César en la edición de 2005:
- Mejor Actriz de Reparto, Marion Cotillard
- Mejor Actor Promesa, Gaspard Ulliel
- Mejor Fotografía, Bruno Delbonnel
- Mejor Dirección Artística, Aline Bonetto
- Mejor Vestuario, Madeline Fontaine

y fue nominado a otros 7:
- Mejor Película
- Mejor Director, Jean-Pierre Jeunet
- Mejor Actriz, Audrey Tautou
- Mejor Guion Original o Adaptado, Jean-Pierre Jeunet y Guillaume Laurant
- Mejor Música, Angelo Badalmenti
- Mejor Sonido, Jean Imansky, Gérard Hardy y Vincent Arnard
- Mejor Montaje, Hervé Schneid

También fue nominada para 2 Oscars en la 77.ª edición de los Premios Óscar, aunque no ganó ninguno:
- Mejor Dirección Artística
- Mejor Fotografía

Así mismo estuvo nominada a, entre otros,
- el Globo de Oro a la mejor película en lengua no inglesa en la 62.ª edición de los premios,
- y al BAFTA a la mejor película de habla no inglesa en su 58.ª edición.

## Curiosidades
- Las iniciales MMM grabadas varias veces por Manech, significan «Manech ama a Mathilde», del original «Manech aime Mathilde», que es en realidad un juego de palabras, ya que en francés «aime» («ama») se pronuncia igual que la letra M, es decir «em».

- El avión Albatros que aparece en la película es en realidad un Stearman americano, ya que no quedan Albatros capaces de volar hoy en día.

- En un momento de la película aparece un carro ligero de infantería Renault FT, su aparición es incorrecta ya que fue utilizado por primera vez por las fuerzas francesas el 31 de mayo de 1918 en el bosque de Retz.